# Woodsia subintermedia
Woodsia subintermedia là một loài dương xỉ trong họ Woodsiaceae. Loài này được Tzvelev mô tả khoa học đầu tiên năm 1991.
Danh pháp khoa học của loài này chưa được làm sáng tỏ. 